# زوریتا
زوریتا (به اسپانیایی: Zorita) یک دهستان و شهرک در اسپانیا است که در استان کاسرس واقع شده‌است. زوریتا ۱۸۶ کیلومتر مربع مساحت و ۱٬۷۶۸ نفر جمعیت دارد و ۴۲۳ متر بالاتر از سطح دریا واقع شده‌است.